# Каменка (Китмановський район)
Ка́менка (рос. Каменка) — село у складі Китмановського району Алтайського краю, Росія. Входить до складу Семено-Красіловської сільської ради.

## Населення
Населення — 187 осіб (2010; 258 у 2002).
Національний склад (станом на 2002 рік):
- росіяни — 98 %